# Irwin Winkler
Irwin Winkler (* 25. Mai 1931 in New York City, New York) ist ein US-amerikanischer Filmproduzent und Regisseur.

## Werdegang
Irwin Winkler ist seit 1967 als Produzent aktiv. Zusammen mit seinem langjährigen Partner Robert Chartoff produzierte er zahlreiche Filme, gemeinsam gewannen sie für Rocky 1977 den Oscar. Ihr erster gemeinsamer Film war Bullen – Wie lange wollt ihr leben?, ein Kriminalfilm aus dem Jahre 1968. Für das Fernsehen war er als Executive Producer aktiv, unter anderem für die Serie MacGyver. 1991 gab er mit Schuldig bei Verdacht mit Robert De Niro in der Hauptrolle sein Debüt als Regisseur. Für diesen war er auch erstmals als Drehbuchautor tätig. Im Jahr darauf entstand mit Night and the City ein weiterer Film mit Robert De Niro. 1995 inszenierte er den Thriller Das Netz, dessen Fortsetzung Das Netz 2.0 von einem seiner Söhne im Jahre 2006 gedreht und von ihm selbst produziert wurde. Im Jahr 2000 bekam Winkler einen Stern auf dem Hollywood Walk of Fame.
2015 verklagte Winkler Warner Bros. Entertainment auf mindestens 18 Mio. US-Dollar Schadenersatz für angeblich nicht geleistete Zahlungen aus dem Projekt GoodFellas – Drei Jahrzehnte in der Mafia.
Winkler veröffentlichte 2019 mit A Life in Movies: Stories from 50 Years in Hollywood seine Memoiren.

## Privatleben
Er ist mit der Schauspielerin Margo Winkler verheiratet. Ihre Söhne Charles und David Winkler sind als Regisseure und Filmproduzenten tätig. Der jüngste Sohn Adam Winkler ist Jurist und unterrichtet an der UCLA School of Law.

## Filmografie (Auswahl)
Produzent
- 1967: Zoff für zwei (Double Trouble)
- 1967: Point Blank
- 1968: Inferno am Fluß (Blue)
- 1968: Bullen – Wie lange wollt ihr leben? (The Split)
- 1969: Nur Pferden gibt man den Gnadenschuß (They Shoot Horses, Don't They?)
- 1970: Blutige Erdbeeren (The Strawberry Statement)
- 1970: Leo, der Letzte (Leo the Last)
- 1971: Believe in Me
- 1971: Wo Gangster um die Ecke knallen (The Gang That Couldn't Shoot Straight)
- 1972: Polizeirevier Los Angeles-Ost (The New Centurions)
- 1972: Thumb Tripping
- 1972: Kalter Hauch (The Mechanic)
- 1972: Sandkastenspiele (Up the Sandbox)
- 1974: Spur der Gewalt (Busting)
- 1974: Das Chaos-Duo (S*P*Y*S)
- 1974: Spieler ohne Skrupel (The Gambler)
- 1975: Der Mann ohne Nerven (Breakout)
- 1976: Die falsche Schwester (Peeper)
- 1976: Rocky
- 1976: Nickelodeon
- 1977: New York, New York
- 1977: Valentino
- 1978: Solo mit Trompete (Uncle Joe Shannon)
- 1979: Rocky II
- 1980: Wie ein wilder Stier (Raging Bull)
- 1981: Fesseln der Macht (True Confessions)
- 1982: Rocky III – Das Auge des Tigers (Rocky III)
- 1982: Daddy! Daddy! Fünf Nervensägen und ein Vater (Author! Author!)
- 1983: Der Stoff, aus dem die Helden sind (The Right Stuff)
- 1984: Rocky IV – Der Kampf des Jahrhunderts (Rocky IV)
- 1985: Revolution
- 1986: Um Mitternacht (Round Midnight)
- 1988: Verraten (Betrayed)
- 1989: Music Box – Die ganze Wahrheit (Music Box)
- 1990: GoodFellas – Drei Jahrzehnte in der Mafia (Goodfellas)
- 1990: Rocky V
- 1992: Night and the City
- 1995: Das Netz (The Net)
- 1996: Nicht schuldig (The Juror)
- 1999: Auf den ersten Blick (At First Sight)
- 2001: Das Haus am Meer (Life As A House)
- 2001: Schiffsmeldungen (The Shipping News)
- 2002: Genug – Jeder hat eine Grenze (Enough)
- 2004: De-Lovely – Die Cole Porter Story (De-Lovely)
- 2006: Das Netz 2.0 (The Net 2.0)
- 2006: Home of the Brave
- 2011: Trespass
- 2014: The Gambler
- 2015: Survivor
- 2016: Silence
- 2018: Creed II – Rocky’s Legacy (Creed II)
- 2019: The Irishman
- 2023: Creed III – Rocky’s Legacy (Creed III)
- 2025: The Alto Knights

Executive Producer
- 1978: Eine Farm in Montana (Comes a Horseman)
- 1998: Das Netz – Todesfalle Internet (The Net, Fernsehserie, fünf Episoden)
- 2006: Rocky Balboa
- 2009: Streets of Blood
- 2011: The Mechanic
- 2013: The Wolf of Wall Street

Regisseur
- 1991: Schuldig bei Verdacht (Guilty by Suspicion)
- 1992: Night and the City
- 1995: Das Netz (The Net)
- 1999: Auf den ersten Blick (At First Sight)
- 2001: Das Haus am Meer (Life As A House)
- 2004: De-Lovely – Die Cole Porter Story (De-Lovely)
- 2006: Home of the Brave

## Auszeichnungen
- 1977: Oscar für Rocky
- 1981: Oscar-Nominierung für Wie ein wilder Stier
- 1984: Oscar-Nominierung für Der Stoff, aus dem die Helden sind
- 1986: Nominierung Goldene Himbeere für Rocky IV – Der Kampf des Jahrhunderts und Revolution
- 1990: Oscar-Nominierung für GoodFellas – Drei Jahrzehnte in der Mafia
- 1991: British Academy Film Award für GoodFellas – Drei Jahrzehnte in der Mafia
- 1991: Nominierung Goldene Palme für Schuldig bei Verdacht
- 1991: Nominierung Goldene Himbeere für Rocky V